# Визначення вільних творів культури

Визначення вільних творів культури, логотип

Визначення вільних творів культури (англ. Definition of Free Cultural Works) — визначення вільного вмісту, яке висунув Ерік Меллер, опубліковане на веб-сайті freedomdefined.org.
Першу чернетку Визначення вільних творів культури опубліковано 3 квітня 2006 року. Річард Столмен, Лоуренс Лессіг, Анжела Бізлі та інші допомагали проєкту. Версії 1.0 і 1.1 опубліковано й перекладено деякими мовами.
Визначення вільних творів культури використовується у проєктах Вікімедіа. 2008 року ліцензії Creative Commons Attribution і Attribution-ShareAlike позначено як Approved for Free Cultural Works. Потім проєкти Вікімедіа перейшли на ліцензію Attribution-ShareAlike.

## Схвалені ліцензії
- Against DRM[en]
- Не копілефтні ліцензії, подібні до BSD
- Creative Commons Attribution
- Creative Commons Attribution ShareAlike
- Design Science[en]
- FreeBSD Documentation License[en]
- Free Art[en]
- GNU Free Documentation License
- GNU General Public License
- Lizenz für Freie Inhalte
- Ліцензія MirOS[en]
- Ліцензія MIT